# Tony Peña, Jr.
Pour les articles homonymes, voir Tony Peña et Tony Peña (baseball, 1982).
Tony Francisco Peña (né le 23 mars 1981 à Santiago en République dominicaine) est un joueur de baseball ayant évolué en Ligue majeure de baseball de 2006 à 2009 à la position d'arrêt-court.
Il est le fils de l'ancien receveur étoile Tony Peña et le neveu de Ramón Peña, un lanceur qui a joué 8 matchs avec les Tigers de Detroit en 1989.

## Carrière
De 2006 à 2009, Pena joue dans les majeures comme arrêt-court. Il fait ses débuts avec les Braves d'Atlanta avant d'être échangé le 23 mars 2007 aux Royals de Kansas City contre le lanceur droitier Erik Cordier. Les Royals décident en 2009 d'en faire un lanceur. Il ne joue qu'un match comme lanceur dans les majeures et lance en ligues mineures dans l'organisation des Giants de San Francisco, des Red Sox de Boston et des White Sox de Chicago, sans toutefois apparaître cette année-là dans une partie des majeures.